# العلاقات الشمال مقدونية الفنلندية
العلاقات الشمال مقدونية الفنلندية هي العلاقات الثنائية التي تجمع بين شمال مقدونيا وفنلندا.

## مقارنة بين البلدين
هذه مقارنة عامة ومرجعية للدولتين:
| وجه المقارنة                                              | شمال مقدونيا                                               | فنلندا                                                                               |
| --------------------------------------------------------- | ---------------------------------------------------------- | ------------------------------------------------------------------------------------ |
| المساحة (كم2)                                             | 25.71 ألف                                                  | 338.42 ألف                                                                           |
| عدد السكان (نسمة)                                         | 2.08 مليون                                                 | 5.52 مليون                                                                           |
| الكثافة السكانية (ن./كم²)                                 | 80.9                                                       | 16.31                                                                                |
| العاصمة                                                   | إسكوبية                                                    | هلسنكي                                                                               |
| اللغة الرسمية                                             | اللغة المقدونية، اللغة الألبانية                           | اللغة الفنلندية، اللغة السويدية                                                      |
| العملة                                                    | دينار مقدوني                                               | يورو، ماركا فنلندية                                                                  |
| الناتج المحلي الإجمالي (بليون دولار)                      | 11.34 مليار                                                | 251.88 مليار                                                                         |
| الناتج المحلي الإجمالي (تعادل القوة الشرائية) بليون دولار | 29.26 مليار                                                | 231.84 مليار                                                                         |
| الناتج المحلي الإجمالي الاسمي للفرد دولار أمريكي          | 4.85 ألف                                                   | 42.31 ألف                                                                            |
| الناتج المحلي الإجمالي للفرد دولار أمريكي                 | 16.25 ألف                                                  | 40.68 ألف                                                                            |
| مؤشر التنمية البشرية                                      | 0.747                                                      | 0.883                                                                                |
| رمز المكالمات الدولي                                      | +389                                                       | +358                                                                                 |
| رمز الإنترنت                                              | .mk                                                        | .fi                                                                                  |
| المنطقة الزمنية                                           | توقيت وسط أوروبا، ت ع م+01:00، ت ع م+02:00، أوروبا/سكوبيه ‏ | ت ع م+02:00، ت ع م+03:00، أوروبا/هلسنكي ‏، توقيت شرق أوروبا، توقيت شرق أوروبا الصيفي ‏ |

## مدن متوأمة
في ما يلي قائمة باتفاقيات التوأمة بين مدن شمال مقدونية وفنلندية:
- ترتبط غيفغليا مع كوتكا باتفاقية توأمة.

## منظمات دولية مشتركة
يشترك البلدان في عضوية مجموعة من المنظمات الدولية، منها:
| علم المنظمة | اسم المنظمة                               | تاريخ انضمام شمال مقدونيا | تاريخ انضمام فنلندا |
| ----------- | ----------------------------------------- | ------------------------- | ------------------- |
|             | مؤسسة التنمية الدولية                     | 25 فبراير 1993            | 29 ديسمبر 1960      |
|             | يونسكو                                    | 28 يونيو 1993             | 10 أكتوبر 1956      |
|             | وكالة ضمان الاستثمار متعدد الأطراف        | 19 مارس 1993              | 28 ديسمبر 1988      |
|             | مجلس أوروبا                               | ?                         | 5 مايو 1989         |
|             | الأمم المتحدة                             | 8 أبريل 1993              | 14 ديسمبر 1955      |
|             | الاتحاد البريدي العالمي                   | ?                         | ?                   |
|             | البنك الدولي للإنشاء والتعمير             | 25 فبراير 1993            | 14 يناير 1948       |
|             | الاتحاد الدولي للاتصالات                  | 4 مايو 1993               | 1 سبتمبر 1920       |
|             | منظمة حظر الأسلحة الكيميائية              | ?                         | ?                   |
|             | مؤسسة التمويل الدولية                     | 25 فبراير 1993            | 20 يوليو 1956       |
|             | المنظمة الأوروبية لسلامة الملاحة الجوية   | 1998                      | 2001                |
|             | المركز الدولي لتسوية المنازعات الاستشارية | 26 نوفمبر 1998            | 8 فبراير 1969       |
|             | منظمة التجارة العالمية                    | ?                         | 1995                |
|             | منظمة الشرطة الجنائية الدولية             | ?                         | ?                   |
|             | منظمة الأمن والتعاون في أوروبا            | 12 أكتوبر 1995            | 25 يونيو 1973       |

## وصلات خارجية
- موقع وزارة الخارجية الفنلندية